# Logan Lerman
Logan Wade Lerman, född 19 januari 1992 i Beverly Hills, Kalifornien, är en amerikansk skådespelare.
Lerman har medverkat i filmer som The Butterfly Effect (2004), The Number 23 (2007), 3:10 to Yuma (2007), My One and Only (2009) och Meet Bill (2008). Lerman började vid tidig ålder med skådespel. Vid 7 års ålder medverkade han i filmerna Vad kvinnor vill ha (2000), Patrioten (2000) och Pojkarna i mitt liv (2001). 2010 kom filmen Percy Jackson och kampen om åskviggen ut på bio, där han spelar huvudpersonen Percy, en tonårig pojke som är son till havsguden Poseidon. Han återkom i rollen som Percy i filmen Percy Jackson och monsterhavet (2013). Han hade även rollen som Charlie i filmen The Perks of Being a Wallflower (2012).

## Filmografi
| År        | Titel                                 | Roll               | Noteringar |
| --------- | ------------------------------------- | ------------------ | --- |
| 2000      | Vad kvinnor vill ha                   | Unga Nick Marshall | |
| 2000      | Patrioten                             | William Martin     | Nominerad – Young Artist Award för Best Ensemble in a Feature Film |
| 2001      | Pojkarna i mitt liv                   | Jason              | |
| 2003      | A Painted House                       | Luke Chandler      | TV-film Young Artist Award för Best Performance in a TV Movie, Miniseries or Special - Leading Young Actor |
| 2003      | Polisaspiranten                       | Bobby Justo        | Avsnitt "Badlands"LS |
| 2003      | The Flannerys                         |                    | TV-film |
| 2004      | The Butterfly Effect                  | Evan Treborn       | |
| 2004–2005 | Jack & Bobby                          | Bobby McCallister  | 22 avsnitt Young Artist Award för Best Performance in a TV Series (Comedy or Drama) – Leading Young Actor |
| 2006      | Hoot                                  | Roy Eberhardt      | Young Artist Award för Best Leading Young Actor in a Feature Film |
| 2007      | The Number 23                         | Robin Sparrow      | |
| 2007      | 3:10 to Yuma                          | William Evans      | Nominerad – Screen Actors Guild Award för Outstanding Performance by a Cast in a Motion Picture Nominerad – Young Artist Award för Best Leading Young Actor in a Feature Film |
| 2008      | Meet Bill                             | The Kid            | |
| 2009      | Gamer                                 | Simon Silverton    | |
| 2009      | My One and Only                       | George Deveraux    | |
| 2010      | Percy Jackson och kampen om åskviggen | Percy Jackson      | Nominerad – MTV Movie Award för Best Breakthrough Performance Nominerad – MTV Movie Award för Best Fight (tillsammans med Jake Abel) Nominerad – Saturn Award för Best Performance by a Younger Actor Nominerad – Teen Choice Award för Choice Movie: Fight (tillsammans med Jake Abel) Nominerad – Teen Choice Award för Choice Movie: Breakout Male |
| 2011      | The Three Musketeers                  | d'Artagnan         | Nominerad – Teen Choice Award för Choice Movie Actor: Action |
| 2012      | The Perks of Being a Wallflower       | Charlie Kelmeckies | San Diego Film Critics Society Award för Best Performance by an Ensemble Teen Choice Award för Choice Movie Actor: Drama Nominerad – Chlotrudis Award för Best Cast Nominerad – Critics' Choice Award för Best Young Performer Nominerad – MTV Movie Award för Best Kiss (tillsammans med Emma Watson) Nominerad – MTV Movie Award för Best Musical Moment (tillsammans med Emma Watson och Ezra Miller) Nominerad – Teen Choice Award för Choice: Liplock (tillsammans med Emma Watson) Nominerad – Washington D.C. Area Film Critics Association Award för Best Youth Performance |
| 2013      | Stuck in Love                         | Lou                | |
| 2013      | Percy Jackson och monsterhavet        | Percy Jackson      | |
| 2014      | Noah                                  | Ham                | |
| 2014      | Fury                                  | Norman Ellison     | |
| 2017      | The Vanishing of Sidney Hall          | Sidney Hall        | |
| 2022      | Bullet Train                          | The Son            | |